# Peterson Bluff
Das Peterson Bluff ist ein markantes und 1480 m hohes Felsenkliff im ostantarktischen Viktorialand. In den Anare Mountains ragt es an der Nordflanke des Ebbe-Gletschers auf. Es bildet das südöstliche Ende eines vom Mount Bolt ausgehenden Bergkamms.
Der United States Geological Survey kartierte es anhand eigener Vermessungen und mithilfe von Luftaufnahmen der United States Navy zwischen 1960 und 1963. Das Advisory Committee on Antarctic Names benannte das Kliff 1970 nach Donald C. Peterson, Luftbildfotograf der Flugstaffel VX-6 auf der McMurdo-Station zwischen 1967 und 1968 sowie von 1968 bis 1969.